# Cornelius Rogge (1761-1806)
Cornelius Rogge (gedoopt Amsterdam (Oude Kerk), 22 november 1761 – Leiden, 29 augustus 1806) was een remonstrants predikant en geschiedschrijver van de Bataafse Republiek.

## Biografie
Rogge werd geboren als zoon van de hervormden IJsbrand Rogge en Johanna van Orsshagen. In 1778 ging hij studeren aan het Remonstrants Seminarium te Amsterdam waar hij in 1783, zonder examens te hebben hoeven afleggen, proponent werd en vanaf 1787 predikant was, vanaf 11 mei 1794 te Leiden. Hij werd gewaardeerd, ook postuum, als predikant en zijn leerredenen werden na zijn overlijden uitgegeven.
Rogge was een patriot, bovendien een groot voorstander van de scheiding van kerk en staat en interesseerde zich voor de eerste geschiedenis van de Nederlandse republiek na 1795. Hoewel hij geen historicus was, heeft hij zich in die geschiedenis verdiept, daarbij zich zoveel mogelijk baserend op primaire bronnen. In 1796 resulteerde dat in zijn werk Tafereel van de geschiedenis der jongste omwenteling in de Vereenigde Nederlanden terwijl in 1799 zijn belangrijke werk Geschiedenis der staatsregeling, voor het Bataafsche volk verscheen.
Rogge was voorts een voorstander van de staatsarmenzorg in plaats van de kerkelijke armenzorg en was van mening dat dat de staat ook niet veel hoefde te kosten.
Rogge trouwde met Cornelia Helena van Nievelt.